# Богили
Богили (груз. ბოგილი) — село в Грузии, на территории Озургетского муниципалитета края (мхаре) Гурия.

## География
Село находится в западной части Грузии, на правом берегу реки Супсы, на расстоянии приблизительно 7 километров (по прямой) к северо-северо-западу от города Озургети, административного центра муниципалитета. Абсолютная высота — 33 метра над уровнем моря.

## Население
По результатам официальной переписи населения 2014 года, в Богили проживало 236 человек (117 мужчин и 119 женщин). В национальной структуре населения грузины составляли 99,6 %, русские — 0,4 %.
| Год  | Население, человек |
| ---- | ------------------ |
| 2002 | 479                |
| 2014 | ↘ 236              |